# ベーダモン
ベーダモンは
1. デジタルモンスターシリーズに登場する架空の生命体・デジタルモンスターの一種。
2. デジモンアドベンチャーの登場人物。

## 概要
初代デジタルモンスターVer.2に初登場。Ver.2でのもんざえモン的キャラ。宇宙人をモデルにしており、名前の由来は「インベーダー」。ゲーム作品では足を描く手間を省く為かUFOに乗っている場合がある。

## 種族としてのベーダモン
宇宙人の様な外見をしているが、植物の種から生まれたとの噂もある謎の多いデジモン。

### 基本データ
- 世代/完全体
- タイプ/宇宙人型
- 属性/ウィルス種
- 必殺技/アブダクション光線、悪魔の投げキッス
- 得意技/ミューティレート
- 勢力/アンノウン

### X抗体版
黒い服やサングラスなどが追加されている。

### 亜種・関連種・その他
ベジーモン
イーバモン
ベーダモンのデータを元に作られたサイボーグ型デジモン。

## 登場人物としてのベーダモン
- デジモンアドベンチャー - 太一とアグモンが現実世界に行っている時にゲンナイを探して単独行動をとっていた光子郎&テントモンが出会う。宇宙空間の様な不思議な空間で光子郎の「知りたがる心」と紋章とタグを奪った。紋章とタグをピコデビモンに売りさばこうとしていたが、取引が難航している間にバブモン（=退化したテントモン）が全て奪い返して進化したアトラーカブテリモンのホーンバスターをくらい敗北を喫した。小説版だと死亡しているが、アニメでは生死は不明。